# Absurd
Absurd — немецкая музыкальная группа, играющая в стиле NSBM, запрещенная в Тюрингии как экстремистская ультраправая группа. Основана в Зондерсхаузене Хендриком Мёбусом и Себастьяном Шаузейлем в 1992 году, позже к ним присоединился Андреас Кирхнер. Тематика песен: национал-социализм, язычество (Хендрик Мёбус является основателем неоязыческой группировки Deutsche Heidnische Front), а также антихристианство. C 1999 в составе группы произошло много изменений. В настоящее время лидером является Вольф Мёбус, брат Хендрика.
Группа получила дурную славу, потому что её первоначальные участники (которые с 1999 год больше не являются участниками группы) в 1993 убили 15-летнего Сандро Бейера. Основной мотив состоит в том, что Бейер был причастен к отношениям Себастьяна Шаузейля с замужней женщиной и распространял слухи об этом и других действиях группы. 29 апреля в Зондерсхаузене 17-летние участники группы Мёбус, Шаузейл и Кирхнер пригласили Бейера на собрание и задушили его электрическим шнуром. Кирхнер, печально известный своей цитатой, сказал: «Вот дерьмо, теперь я полностью разрушил свою жизнь». Шаузейл утверждал, что слышал голос в своей голове, произносящий бессмысленную фразу «Kuster Maier», которую он интерпретировал как «Töte Beyer» («убить Бейера»).

## Основатель группы Хендрик Мёбус
В тюрьме Мёбус (род. 20 января 1976 г.) смог продолжить работу с группой под временным названием «In Ketten» (по-немецки «В цепях»). После совершенного убийства в Зондерсхаузене, Absurd стала культовой группой в неонацистских группах. В тюрьме был записан альбом и после был выпущен на виниле. На обложке пленки «Thuringian Pagan Madness» была изображена могила убитого Сандро Бейера, а внутри было написано: «На обложке изображена могила Сандро Б., убитого ордой ABSURD 29.04.93 г. до н. э.».
В 1998 году члены группы были освобождены условно-досрочно, так как на момент совершения преступления им было меньше восемнадцати лет. Вскоре после освобождения Мёбус нарушил условия своего условно-досрочного освобождения, когда на концерте исполнил нацистское приветствие, запрещенное в Германии. Хендрик и его брат Рональд «Вольф» Мёбус также позировали вместе на серии фотографий в лагере смерти Освенцим, держа нацистские знамёна внутри газовой камеры и снаружи бараков. В результате его условно-досрочное освобождение было отменено. Ему удалось бежать в Соединенные Штаты, где он встречался с Уильямом Лютер Пирсом. Во время своего пребывания в Америке он также вступил в конфликт из-за денег со своими знакомыми, одним из которых был тогдашний неонацист Натан Петт. По всей видимости, Мёбус избил Петта молотком и угрожал ему пистолетом. Сначала это были просто слухи, но позже Мёбус признал в интервью неонацистскому сайту, что инцидент имел место. Он был арестован судебными исполнителями США. В 2001 году, после того как ему было отказано в предоставлении убежища, его снова отправили в тюрьму на оставшиеся три года за убийство. За издевательства над жертвой и за гитлеровское приветствие он был приговорен к ещё двадцати шести месяцам заключения. 15 мая 2003 года его снова приговорили к четырём годам тюремного заключения.
На сегодняшний день Мёбус находится на свободе и является владельцем музыкального лейбла под названием Darker Than Black Records (основанный в 1994 году). В конце 2014 года в знак протеста против расистского музыкального магазина, которым владеет Мёбус, в Германии проходила антифашистская акция. Два автомобиля, принадлежащие Мёбусу, были повреждены в результате поджога, ответственность за который взяла на себя Антифашистское движение в Германии. Также были вывешены плакаты с лицом Мёбуса и личной информацией, а также граффити с посланиями против него и его лейбла. После освобождения из последнего тюремного заключения Мёбус появился на сцене во время живого выступления неонацистов, но ничего не сыграл.
В 2002 году NSBM-группа Pantheon (США) выпустила трибьют-альбом Мёбуса под названием Jarl die Freiheit («Ярл свободы»).
В 2019 году Хендрик Мёбус был на концерте Black Metal в Дании и был замечен раздавшим листовки, рекламирующие нацистское мероприятие. Это привело к тому, что ему противостояла часть аудитории. Началась драка, и Мёбус был избит группой неизвестных людей из зала, которые после этого покинули концерт, но вернулись и атаковали его газовым баллончиком.

## История группы с 1999 года
Группа Absurd существует с 1999 года, претерпев множество изменений в составе и потеряв всех своих первоначальных участников. Лидером является Вольф, брат Хендрика, а Себастьян Шаузейль иногда исполняет чистую вокальную партию на таких релизах, как Asgardsrei (1999), Werwolfthron (2001) и Totenlieder (2002).

## Музыкальный стиль
Демо-версии и первый альбом Facta Loquuntur имеют сильное влияние таких направлений как Oi! и Рок против коммунизма (RAC). Их музыкальными кумирами были такие группы, как Mercyful Fate/King Diamond, Manowar, Danzig и особенно Der Fluch. С другой стороны, группа с самого начала называла себя блэк-метал-группой. В интервью школьному журналу The pupil magazine Хендрик Мёбус сказал, что Absurd будет играть самый жесткий, самый сырой и самый гениальный блэк-метал в Германии. Майкл Мойнихан и Дидрик Седерлинд классифицировали ранние записи группы «больше похожими на гаражный панк 60-х, чем на блэк-металл», а по словам Кристиана Дорнбуша и Ханса-Петера Киллгусса, второе демо Death from The Forest не имело никакого сходства с блэк-металл ни первой, ни второй волны, но представляло собой смесь примитивных элементов хард-рока и панк-рока.
Из-за своего музыкального дилетантизма группа долгое время не воспринималась блэк-металлистами всерьез. В журнале Sub Line то же демо хвалили как «нечестивый, тяжелый гитарный рок, дикий и шумный» ("unheiliger, harter Gitarrenrock, wild und ungestüm; für all die schwarzen Seelen dort draußen "). Сайт Mansion of Metal классифицировал его как «по сути дрянной панк-рок / RAC» и утверждал, что демо Thuringian Pagan Madness имеет влияние блэк-метала.
Хендрик Мёбус назвал мини-альбом Asgardsrei первым целостным произведением группы, а также шагом группы от своего прежнего музыкального дилетантизма. А Рональд Мёбус раскритиковал альбом.

## Дискография

### Демо
- Eternal Winter (1992)
- God’s Death (1992)
- Death from the Forest (1993)
- Sadness (1993)
- Out of the Dungeon (1994)
- Ubungsraum (1994)
- Thuringian Pagan Madness (1995)
- Sonnenritter (1999)

### Альбомы
- Facta Loquuntur (No Colours, 1996)
- Werwolfthron (Nebelfee Klangwerke, 2001)
- Totenlieder (Nebelfee Klangwerke, 2003)
- Blutgericht (Nebelfee Klangwerke 2005)
- Der Fünfzehnjährige Krieg (Darker Than Black / Nebelklang, 2008)
- Grabgesang (MiniAlbum, Weltenfeind Productions, 2021)
- Schwarze Bande (Darker Than Black, 2022)

### EP/Сплиты
- God’s Death / Sadness (1994)
- Totenburg / Die Eiche сплит с Heldentum (Burznazg / Silencelike Death, 1997)
- Asgardsrei EP (IG Farben, 1999)
- Wolfskrieger/Galdur Vikodlaks сплит с Pantheon (Nebelfee Klangwerke, 2002)
- Raubritter EP (Nebelfee Klangwerke, 2004)
- Ein Kleiner Vorgeschmack single (Nebelfee Klangwerke, 2005)
- Grimmige Volksmusik EP (Nebelfee Klangwerke, 2005)
- Raubritter / Grimmige Volksmusik (Darker Than Black, 2007)
- Weltenfeind сплит с Grand Belial's Key and Sigrblot (WTC, 2008)